# Orlen Wyścig Narodów

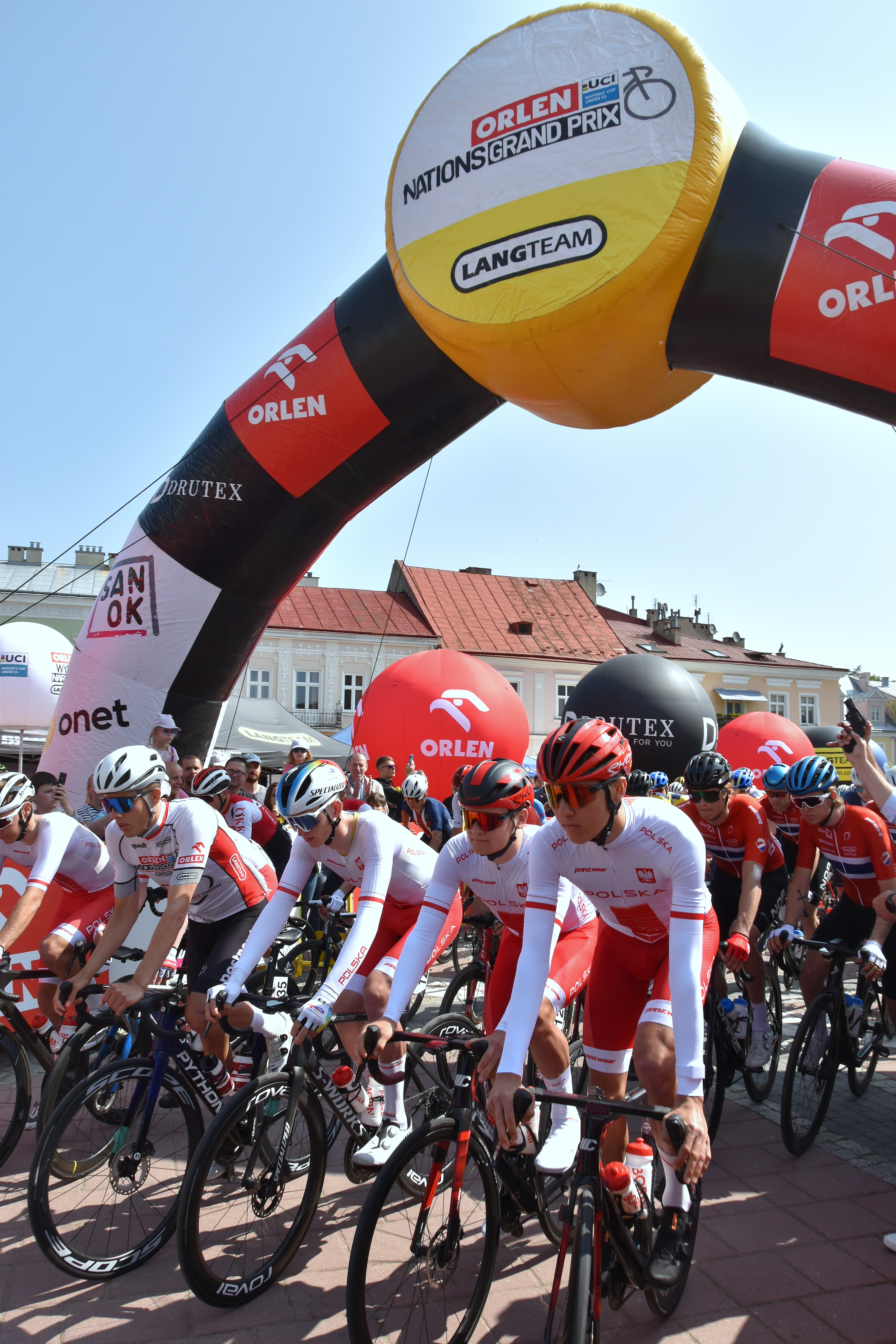
Start honorowy 5 etapu OWN w Sanoku (28 maja 2023)

Orlen Wyścig Narodów, znany również jako Orlen Nations Grand Prix – coroczny wyścig kolarski w kategorii wiekowej młodzieżowców (do lat 23) z kalendarza UCI Pucharu Narodów U23, rozgrywany od 2019 w Polsce.
Organizatorem imprezy jest Czesław Lang, a w zawodach rywalizują ze sobą narodowe reprezentacje w kategorii wiekowej do lat 23. Pierwsza edycja odbyła się w 2019. Orlen Wyścig Narodów nawiązuje do tradycji historycznych wyścigów (jak między innymi Wyścig Pokoju), w których startowały reprezentacje poszczególnych państw. Sponsorem tytularnym wyścigu jest Polski Koncern Naftowy Orlen

## Zwycięzcy
| Rok  | Pierwsze            | Drugie           | Trzecie         |
| ---- | ------------------- | ---------------- | --------------- |
| 2019 | Nicolas Prodhomme   | Andreas Kron     | Ilan Van Wilder |
| 2020 | Olav Kooij          | Mick van Dijke   | Daan Hoole      |
| 2021 | Marijn van den Berg | Kim Heiduk       | Pavel Bittner   |
| 2022 | Morten Nørtoft      | Leslie Lührs     | Gleb Karpenko   |
| 2023 | Gal Glivar          | Davide Piganzoli | Hannes Wilksch  |
| 2024 | Mathys Rondel       | Brieuc Rolland   | Arno Wallenborn |